# Temple Run
『Temple Run』（テンプルラン）は、Imangi Studiosが提供するスマートホン用のアクションゲームのアプリである。

## 概要
アメリカ合衆国で開発され、2011年8月4日に初リリースされた。iOSのゲームであり、Unityを採用したAndroid用ゲームソフト。ゲームの概要は、敵に追いかけられるキャラクターが、 古代の寺院の壁を下り、崖に沿ってひたすら走り、様々な仕掛けをクリアしながらひたすら逃げるというもの。途中で木や岩などの障害物にぶつかったり、敵に追いつかれたりしたらゲームオーバーとなる。
2012年には映画『メリダとおそろしの森』とコラボした『Temple Run: メリダとおそろしの森』が配信されたほか、2013年1月16日には続編となる「Temple Run 2」も登場した。